# Polska Superliga Tenisa Stołowego 2025/2026
Polska Superliga Tenisa Stołowego 2025/2026 – edycja rozgrywek pierwszego poziomu ligowego w Polsce.

## System rozgrywek
Rozgrywki prowadzone są z udziałem 12 drużyn i są podzielone na dwie fazy: zasadniczą i finałową o mistrzostwo Polski.
Faza zasadnicza składa się z dwóch rund, które rozgrywane są systemem każdy z każdym. Gospodarzami spotkań w drugiej rundzie są drużyny, które w pierwszej rundzie w meczu pomiędzy tymi samymi drużynami grały na wyjazdach. Za zwycięstwo 3:0 lub 3:1 drużyny otrzymują 3 punkty, za zwycięstwo 3:2 – 2 punkty, zaś za porażkę 2:3 – 1 punkt. Za porażkę 0:3 lub 1:3 drużyny nie otrzymują punktów.
Do fazy finałowej awansują 4 czołowe drużyny po rundzie zasadniczej, które zagrają w turnieju finałowym w hali drużyny najwyzej sklasyfikowanej po rundzie zasadniczej. Rozegrane zostaną półfinały według klucza 1-4 oraz 2-3 na podstawie zajętego miejsca po fazie zasadniczej. Finałowe spotkanie zostanie rozegrane pomiędzy zwycięzcami półfinałów. Drużyna, która wygra finał otrzyma tytuł Drużynowego Mistrza Polski mężczyzn, puchar i złote medale, a zespół pokonany w finale otrzyma puchar i srebrne medale. Drużyny, które odpadły w półfinałach, otrzymają brązowe medale.
Do 1. ligi spadnie drużyna, która po rundzie zasadniczej zajmie miejsce 12. W barażach (dwumecz) o awans do Superligi grają zwycięzcy po fazie zasadniczej grup północnej i południowej 1 ligi. Zwycięzca barażów awansuje do Superligi. Przegrany z tego barażu rozegra drugi baraż (dwumecz) o prawo gry w Superlidze przeciwko drużynie, która zajęła 11. miejsce po fazie zasadniczej w Superlidze. Zwycięzca tego barażu uzyska prawo gry w Superlidze.

## Kluby
| Nazwa drużyny                            | Miejsce w poprzednim sezonie |
| ---------------------------------------- | ---------------------------- |
| KS Dekorglass Działdowo                  | Mistrz                       |
| Dartom Bogoria Grodzisk Mazowiecki       | Wicemistrz                   |
| Balta AZS AWFiS Gdańsk                   | Półfinał                     |
| Villa Verde KS Olesno                    | Półfinał                     |
| Bank Spółdzielczy Orlicz 1924 Suchedniów | 5. miejsce                   |
| SBR Dojlidy Białystok                    | 7. miejsce                   |
| Akademia Zamojska Zamość                 | 8. miejsce                   |
| Petralana Polonia Bytom                  | 9. miejsce                   |
| Energa Manekin Toruń                     | 10. miejsce                  |
| KTS Gliwice                              | 11. miejsce                  |
| ASTS Olimpia Grudziądz                   | 12. miejsce                  |
| KS Polonia Wąchock                       | Awans z I ligi               |
| Źródło:                                  |                              |

## Faza zasadnicza
Źródło
| Poz. | Drużyna                                  | M | Z | P | Pojedynki | Punkty |
| ---- | ---------------------------------------- | - | - | - | --------- | ------ |
| 1.   | Dartom Bogoria Grodzisk Mazowiecki       | 0 | 0 | 0 | 0:0       | 0      |
| 2.   | KS Dekorglass Działdowo                  | 0 | 0 | 0 | 0:0       | 0      |
| 3.   | Balta AZS AWFiS Gdańsk                   | 0 | 0 | 0 | 0:0       | 0      |
| 4.   | Villa Verde KS Olesno                    | 0 | 0 | 0 | 0:0       | 0      |
| 5.   | Bank Spółdzielczy Orlicz 1924 Suchedniów | 0 | 0 | 0 | 0:0       | 0      |
| 6.   | SBR Dojlidy Białystok                    | 0 | 0 | 0 | 0:0       | 0      |
| 7.   | Akademia Zamojska Zamość                 | 0 | 0 | 0 | 0:0       | 0      |
| 8.   | Petralana Polonia Bytom                  | 0 | 0 | 0 | 0:0       | 0      |
| 9.   | Energa Manekin Toruń                     | 0 | 0 | 0 | 0:0       | 0      |
| 10.  | KTS Gliwice                              | 0 | 0 | 0 | 0:0       | 0      |
| 11.  | ASTS Olimpia Grudziądz                   | 0 | 0 | 0 | 0:0       | 0      |
| 12.  | KS Polonia Wąchock                       | 0 | 0 | 0 | 0:0       | 0      |

     Awans do fazy finałowej
     Baraż o prawo gry w Superlidze
     Spadek do 1. ligi